# Ophélie Bruneau
Pour les articles homonymes, voir Bruneau.
Œuvres principales
- Et pour quelques gigahertz de plus...
- La Dernière Fée de Bourbon

Ophélie Bruneau, née le 9 février 1979 à Gien (Loiret), est une romancière et nouvelliste française. Ses genres de prédilection sont la science-fiction, la fantasy et le fantastique.

## Biographie
Ophélie Bruneau vit en région parisienne, après avoir passé l'essentiel de son enfance dans le Nord, près de Bondues, le plus gros de son adolescence à Saint-Paul de la Réunion, et suivi des études d'ingénieur à Nantes.
Depuis 2004, elle contribue au monde du Donjon de Naheulbeuk : encyclopédie en ligne, voix invitées, jeu de rôles... Elle a notamment créé le personnage de Nak'hua Thorp.
En 2011, elle sort un premier roman de science-fiction remarqué : Et pour quelques gigahertz de plus. Elle s'oriente ensuite vers la fantasy urbaine avec L'Ourouboros d'argent, aux éditions Le Chat Noir. Le début d'une collaboration riche et durable avec cet éditeur. Elle revient à la science-fiction en 2019 au travers d'un roman young adult, L'Enceinte 9, paru aux éditions Lynks. Dans une interview pour le site ActuSF, elle dit de ce livre qu'il parle d'une "maladie foudroyante qui laisse de lourdes séquelles aux rares personnes qu’elle ne tue pas. La communauté scientifique se retranche alors dans l’Enceinte 1 pour chercher une parade, et d’autres Enceintes se bâtissent à travers le monde."
En 2013, elle a rejoint le groupe The Deep Ones, un collectif de musiciens et d'auteurs de l'imaginaire proposant des lectures de textes en live avec accompagnement musical. Auteurs-lecteurs lors du concert donné le 15 décembre 2013 au Dernier bar avant la fin du monde : Sire Cedric, Nathalie Dau, Mélanie Fazi, Ophélie Bruneau, Patrick Eris, Lionel Davoust, Ghislain Morel. Musiciens : Ophélie Bruneau (chant, flûtes irlandaises), Nathalie Dau (chant, percussions), Shan Millan (harpe), Ghislain Morel (percussions), Christophe Thill (sitar, lap-steel, viole de gambe).

## Œuvres

### SérieAna l'Étoilée
- L'Ours et la Colombe, Chat Noir, 2016
- Piste d'enfer, Chat Noir, 2016
- Mort sur la baie, Chat Noir, 2017
- Au-delà des lumières, Chat Noir, 2018

### SérieFreaks' Squeele
- L'Étoile du soir, Bayard Jeunesse, 2016Écrit avec Florent Maudoux.

### Romans indépendants
- Et pour quelques gigahertz de plus[6],[7]..., Ad Astra, 2011
- L'Ouroboros d'argent[8], Éditions du Chat noir, 2013
- Fille des deux rives, Mythologica, 2015
- La Dernière Fée de Bourbon, Éditions du Chat noir, 2015 (réédition Lynks, Coll. ReLynks, 2018)
- L'Enceinte 9, Lynks, 2019
- Morts en duo, Les Éditions du 38, 2023

### Nouvelles au format numérique
- Nino l'Esquisseur, Chat Noir, 2013

### Recueil de nouvelles
- Être(s) autre(s), Éditions Malpertuis, 2023

### Nouvelles en anthologie
- L'Erdre et le Loup, 2009Publiée dans l'anthologie Malpertuis I dirigée par Thomas Bauduret, Éditions Malpertuis, 2009
- Ce qui est moi, 2010Publiée dans l'anthologie Malpertuis II dirigée par Thomas Bauduret, Éditions Malpertuis, 2010
- Une roue dentée sur l'oreiller, 2011Publiée dans le fanzine Pénombres n°5 "Horloges et engrenages", association Transition, 2011
- À nos espoirs, 2013Publiée dans l'anthologie Noëls d'hier et de demain dirigée par Pierre-Alexandre Sicart, éditions Argemmios, 2013
- Au cœur de la sphère, 2015Publiée dans l'anthologie L'imaginaire se mobilise, volume 1 dirigée par Thomas Riquet, Éditions Mythologica, 2015
- Pic-de-Fond, 2017Publiée dans l'anthologie Au fil de l'eau, ImaJn'ère, 2017
- Bang Bang Séide, 2018Publiée dans l'anthologie Walrus Institute 3 : Pulp Wars, Walrus Books, 2018
- L'homme dans la fontaine, 2019Publiée dans l'anthologie Frontières, ImaJn'ère, 2019
- Demandez Berta, 2019Publiée dans l'anthologie Dimension Uchronie 3 dirigée par Bertrand Campeis et Hermine Hémon, éditions Rivière Blanche, 2019
- La grande course au noyau-mémoire, 2019Publiée dans l'Anthologie des Utopiales 2019, éditions ActuSF, 2019
- Voltigeuse, 2020Publiée dans l'anthologie jeunesse des Utopiales 2020 dirigée par Jeanne-A Debats, éditions ActuSF, 2020
- Un crocus de trop, 2021Publiée dans l'Anthologie Marmite et Micro-ondes, Editions Géphyre, 2021

### Bande dessinée (coscénariste, sous le nom de "Oph")
Avec John Lang, Audrand, Zaz, Jahan (scénario), Marion Poinsot (dessin), Sabater (couleur)
- Les Arcanes de Naheulbeuk, tome 3 : La Vie d'Aventurier[9], Éditions Clair de Lune, 2010

## Prix et nominations
- Et pour quelques gigahertz de plus : Finaliste du Prix Julia-Verlanger 2012[10], coup de cœur des Bibliothèques municipales de la ville de Paris en 2012[11]